# USS United States (1797)
Pour les autres navires du même nom, voir USS United States.
L’USS United States est une frégate en bois de 44 canons à trois-mâts de l'United States Navy. Elle est la première des six frégates dont la création fut autorisée par le Naval Act of 1794 afin de défendre les intérêts américains en mer.
La frégate est conçue par Joshua Humphreys comme navire capital ; comme ses sister-ships, elle est plus grande et plus lourdement armée que le standard des frégates de l’époque. Elle est construite au chantier naval de Humphrey à Philadelphie, en Pennsylvanie et lancé le 10 mai 1797. Armée le 11 juillet 1797, elle prend son service dans la marine américaine nouvellement créée afin de protéger les navires marchands américains lors de la quasi-guerre avec la France.
Elle a une longue et glorieuse carrière, avant d'être réformée en février 1849 et abandonnée à l'arsenal de Norfolk, en Virginie. Capturée par les Confédérés en avril 1861, elle leur sert pendant environ un an, sous le nom de CSS United States. Reprise par les troupes nordistes, elle est finalement déconstruite en 1865.

## Construction
Au cours des années 1790, les navires marchands américains naviguant en mer Méditerranée sont la proie des pirates barbaresques opérant depuis les côtes d'Afrique du Nord et plus particulièrement depuis le Maroc, Tunis, Tripoli et Alger. Pour faire face à cette menace, le Congrès vote le Naval Act of 1794. La loi prévoit des fonds pour la construction dans six ports différents de la côte Est de six frégates. Cependant, cette loi comprend une clause stipulant que la construction des navires doit cesser si les États-Unis acceptent de signer la paix avec Alger,.
Joshua Humphreys, l'architecte naval, conçoit un navire long et étroit afin de permettre l'installation d'armes très lourdes. La conception intègre des renforts en diagonale pour limiter les torsions longitudinales ainsi que l’utilisation de planches très lourdes : cela permet de donner à la coque une plus grande résistance que celles des frégates plus légères. Humphreys développe sa conception après avoir réalisé que la jeune marine des États-Unis pourrait ne pas être à la mesure des marines européennes ; il conçoit donc ses frégates pour qu’elles soient en mesure de dominer les frégates des autres marines tout en conservant une vitesse suffisante pour échapper à un navire de ligne,,.

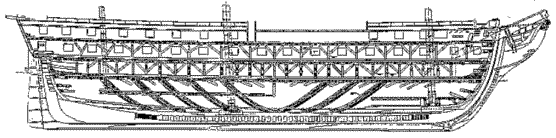
Détail des entretoises en diagonale renforçant le pont le plus bas sur les frégates mises en chantier par le Naval Act de 1794.

Initialement désignée comme « Frégate A » et par la suite nommée United States par le président George Washington, sa quille est posée en 1795, au chantier naval d'Humphreys à Philadelphie en Pennsylvanie. Humphreys est désigné comme constructeur et le captain John Barry comme surintendant du chantier.
À l'époque, Philadelphie est la capitale des États-Unis et de nombreux visiteurs affluent pour observer la construction du navire. Humphreys fait personnellement visiter le chantier au président Washington et à la Première dame Martha Washington. Celui-ci exprime son admiration devant la grande taille du navire. D'autres visiteurs sont accueillis avec moins d'égards : ainsi Benjamin Franklin Bache (en) (petit-fils de Benjamin Franklin), journaliste au Philadelphia Aurora (en), un journal d'opposition au parti fédéraliste est agressé physiquement par Clément Humphreys (le fils de Joshua). Craignant un sabotage, Humphreys est préoccupé par le fait que le chantier soit ouvert au public et demande au département de la Guerre un certain nombre de gardes pour ne pas laisser entrer de visiteurs, mais la mesure n'a que peu d'effet.
La construction se poursuit lentement jusqu'à ce qu'un traité de paix soit annoncé entre les États-Unis et la régence d'Alger en mars 1796. Conformément à la clause 9 du Naval Act of 1794, la construction de l'USS United States est abandonnée. Le président Washington demande alors des instructions au Congrès sur la façon de procéder : plusieurs propositions circulent avant qu'une décision finale ne permette à Washington d'autoriser la reprise des chantiers les plus avancés, ceux des USS United States, USS Constellation et USS Constitution,.
Le 10 mai 1797, la frégate est ainsi le premier navire de guerre américain à être lancé en vertu du Naval Act of 1794, et le premier navire de la Marine des États-Unis. Elle est armée à Philadelphie au cours du printemps de 1798 et prend la mer le 3 juillet alors que les relations entre la France et les États-Unis se sont gravement détériorées, annonçant la quasi-guerre.
L'USS United States est longue de 53 mètres et large de 13,20 mètres. Ses trois mâts peuvent se couvrir de 4 000 pieds carrés de voiles, et elle peut atteindre une vitesse de 11 nœuds. L'équipage est composé de 400 à 600 hommes (incluant les officiers) et d'une cinquantaine de marines. Désignée comme étant une « frégate de 44 canons », elle est néanmoins régulièrement armée de plus de cinquante canons. Son armement initial est ainsi composé de 55 canons : 32 canons de 24 livres, 22 Caronades de 42 livres et un canon de 18 livres. Cependant, les navires de cette époque ne disposent pas de batterie permanente comme les navires modernes : les canons sont conçus pour être entièrement transportables et sont régulièrement échangés entre les navires en fonction des situations qui se présentent ; chaque commandant est libre d’armer son navire en tenant compte de facteurs tels que le tonnage total de marchandises, la taille de l'équipage et l'itinéraire prévus. Par conséquent, l'armement d'un tel navire change souvent au cours de sa carrière et l'historique de ces modifications n'est généralement pas conservé.

## Quasi-guerre

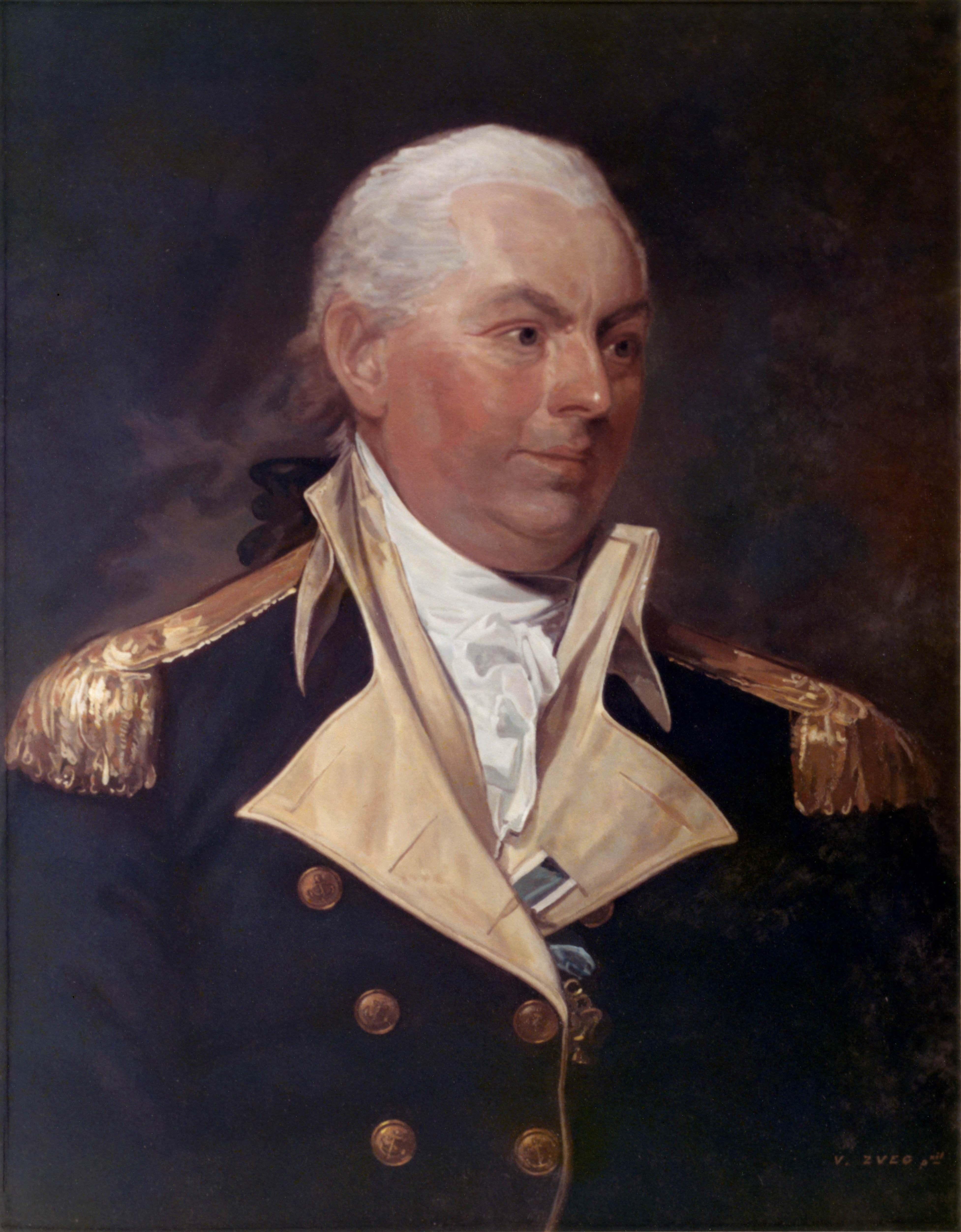
Le commodore John Barry, premier commandant de l'USS United States (par Gilbert Stuart, 1801).

Lorsque la quasi-guerre éclate, le Congrès des États-Unis instaure un embargo sur les produits français et ordonne à la marine américaine de capturer les navires français. Le 3 juillet 1798, l’USS United States prend la mer sous le commandement du capitaine John Barry. Accompagnée de l’USS Delaware, la frégate doit rejoindre Boston pour former une escadre et partir en patrouille avec les USS Herald et Pickering. Lors du trajet, l’USS United States et le HMS Thetis faillirent se battre, chacun prenant l’autre pour un navire français ; l’affrontement est évité de justesse. À son arrivée à Boston le 26 juillet, John Barry apprend que les deux navires ne seront pas prêt à prendre la mer avant plusieurs semaines, et décide donc de partir pour les Caraïbes accompagné uniquement du Delaware.
Les deux navires atteignent Bridgetown à la Barbade le 21 août, mais reprennent la mer dès le lendemain. À l'aube, les Américains aperçoivent le corsaire français Sans Pareil et lui donnent la chasse. Au cours de la poursuite, l'USS United States, plus rapide, rattrape rapidement le Delaware ; en début d'après-midi, le navire français est à portée et est rapidement capturé. Les frégates continuent à chasser les navires français dans les semaines qui suivent et le 4 septembre, elles capturent la Jalouse. Le 7 septembre, les deux navires accompagnés de leurs prises prennent la route du retour. L’United States escorte la Jalouse et le Delaware le Sans pareil. Dans la nuit du 13 septembre, alors qu'une tempête fait rage, les deux navires se perdent de vue et c'est seul que l'United States arrive à New Castle (Delaware) le 18 septembre,,.
L'USS United States reprend la mer le 17 octobre avec ordre de croiser entre Cape May (New Jersey) et les côtes de la Nouvelle-Angleterre. Cependant, le lendemain, une sévère tempête démâte partiellement le navire, ce qui l’oblige à rentrer dans le Delaware qu’il atteint le 9 novembre. Après plusieurs semaines de réparation, Barry et son navire quittent finalement le Delaware le 18 décembre afin de prendre la tête de l'escadre américaine des Caraïbes composée des USS United States, Constitution, George Washington, Merrimack, Portsmouth, Herald, Pickering et des navires de l'United States Revenue Cutter Service (ou USRCS, les futurs United States Coast Guard) USRC Eagle (en), Scammel (en) et Diligence,.
Le 3 février 1799, l'USS United States entame la traque de la goélette française L'Amour de la Patrie. Après une poursuite de cinq heures, la frégate américaine arrive à portée de tir et ouvre le feu ; le troisième boulet tiré vers L'Amour de la Patrie la traverse de part en part et entraine son naufrage. Barry fait envoyer ses canots repêcher les survivants qui sont ensuite faits prisonniers,. Le navire met alors le cap sur la Guadeloupe afin d'organiser un échange de prisonniers avec les Français, mais le pavillon parlementaire de Barry reste sans effet, les batteries côtières ouvrant le feu sur le canot parlementaire ; la frégate riposte en retour avant de reprendre la mer,. Le 26 février elle entame la poursuite du corsaire Démocrate qui vient de capturer le navire britannique Cicero ; ce dernier est recapturé, mais la poursuite du Démocrate échoue finalement après que celui-ci se soit esquivé dans l'obscurité au travers de hauts-fonds à proximité de Marie-Galante. Barry remet le cap sur la Guadeloupe afin de tenter un nouvel échange de prisonniers, ce à quoi le gouverneur Edme Étienne Borne Desfourneaux lui réplique qu'il ne détient aucun prisonnier étant donné que la France n'est pas en guerre avec les États-Unis. Bien que sceptique, Barry fait relâcher ses prisonniers.
Le 26 mars, au sud-est d'Antigua, l’United States capture le corsaire français Tartueffe avec sa prise, l'américain Vermont,. Selon Frederic Hill, mais sans autre précision, Le Bonaparte aurait également été capturé dans le courant de 1799,. En avril, Barry transfère le commandement de son escadre à Thomas Truxtun. L’United States rentre à New Castle (Delaware) où il arrive le 9 mai. Barry entame le recrutement de nouveaux hommes d'équipage pour remplacer les engagements arrivés à terme tandis que la frégate est réparée et rééquipée. Le 1er juillet, elle repart avec pour instruction de patrouiller le long de la côte atlantique sud. Le 6 juillet, lors d'une tempête, le mât de beaupré est cassé, mais la frégate poursuit sa route et débarque une compagnie d'artillerie à Fort Moultrie puis rentre le 22 juillet au Gosport Navy Yard pour effectuer des réparations. Elle retourne en patrouille le 13 août, naviguant par intermittence avec l'USS George Washington et USS Insurgent. Cette rotation ne connaît aucun évènement notable,.
L’United States retourne à Newport (Rhode Island) en septembre, où Barry attend de nouveaux ordres qui arrivent en octobre. Il est chargé d’accompagner Oliver Ellsworth et William Richardson Davie vers la France où ils sont dépêchés afin de négocier un la fin de la quasi-guerre. Partie le 3 novembre, la frégate est de retour en avril 1800. Elle reste au port pour réparations jusqu'à la fin de l'année ; Barry reçoit alors l'ordre de retourner aux Caraïbes. Le traité de paix avec la France est ratifié le 3 février 1801 et la frégate revient au port en avril,. Un acte du Congrès daté du 3 mars 1801 et paraphé par le président John Adams garantit désormais le maintien de treize frégates dans la marine ; sept de ces frégates, dont l’USS United States, sont placées dans la flotte de réserve. La frégate est envoyée au Washington Navy Yard pour y être désarmée en même temps que l'USS Congress et l'USS New York.

## Guerre anglo-américaine de 1812

### Patrouille dans l'Atlantique
La frégate USS United States reste parquée au Washington Navy Yard tout au long de la Première Guerre barbaresque de 1801-1805 et jusqu'en 1809 quand on donne l'ordre de la tenir prête pour le service actif. Le 10 juin 1810, désormais aux ordres de Stephen Decatur, elle se rend à Norfolk, en Virginie, pour son réarmement. Pendant cet arrêt, le capitaine John S. Carden de la Royal Navy, commandant de la nouvelle frégate britannique HMS Macedonian, parie une toque en fourrure de castor avec le capitaine Decatur qu’il capturerait l'USS United States si jamais les deux navires devaient se confronter. Ichabod B. Crane (en), qui verra son nom plus tard attribué au personnage principal dans la nouvelle La Légende de Sleepy Hollow, sert à ce moment sous Decatur en tant que lieutenant dans le détachement de marines du navire.
Les États-Unis déclarent la guerre au Royaume-Uni le 18 juin 1812. Trois jours plus tard Decatur et l'USS United States prennent la mer au départ de New York au sein d'une escadre sous le commandement du commodore John Rodgers à bord de l'USS President. Parmi les autres membres de l'escadre, on compte l'USS Congress, l'USS Hornet, et l'USS Argus. Elle part pour une patrouille de soixante-dix jours dans l'Atlantique Nord,. Un navire marchand américain de passage informe Rodgers de la présence d'une flotte de navires marchands britanniques en provenance de la Jamaïque et faisant voile vers la Grande-Bretagne. Rodgers et son escadre engagent la poursuite et le 23 juin ils rencontrent le HMS Belvidera, qu'ils prennent en chasse ; celui-ci réussit à s'échapper durant la nuit,. Toujours à la poursuite de la flotte de navires marchands britanniques, l’escadre remarque le 1er juillet, des coquilles de noix de coco et des pelures d’orange et décide de remonter la piste. L’USS United States s’approche à moins d'une journée de mer de la Manche, sans pour autant jamais apercevoir le convoi. Rodgers annule la poursuite le 13 juillet. Pendant leur voyage de retour vers Boston, l'escadre capture sept navires marchands et reprend aussi un navire américain,.
Après une courte période de maintenance, l'USS United States, toujours sous le commandement de Decatur, reprend la mer le 8 octobre avec l’escadre de Rodgers. Le 12 octobre, la frégate se sépare de l’escadre pour effectuer une courte patrouille. Trois jours plus tard, après avoir capturé le Mandarin, l'USS United States s'en sépare et poursuit sa navigation vers l'est. À l'aube, le 25, à cinq cents miles au sud des Açores, des vigies à bord du navire rapportent avoir aperçu une voile à 12 miles (19 km) ; alors que celles-ci se matérialisent à l'horizon, le capitaine Decatur reconnaît les lignes familières du HMS Macedonian.

### L'USSUnited Statescontre le HMSMacedonian

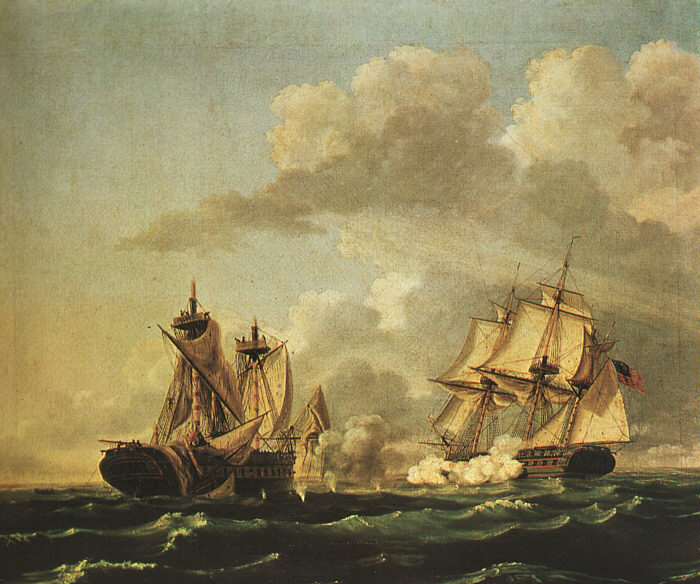
Le HMS Macedonian défait par l'USS United States, le 30 octobre 1812 (par Thomas Birch, 1813).

Les deux navires se préparent immédiatement pour le combat et les manœuvres débutent à 09h00. Le capitaine John Surman Carden (en) ne veut pas prendre le risque de traverser le rayon de portée de tir de l'USS United States et choisit de naviguer sous le vent dans une direction parallèle au navire américain. Pour sa part, Stephen Decatur se prépare à engager le HMS Macedonian d'assez loin, où ses canons de 24 livres ont l'avantage sur les canons de 18 livres Britanniques.
La tournure de la bataille se développe selon le plan de Decatur. L'USS United States fait feu en premier à 09h20 en tirant une première bordée, mais qui n'atteint pas sa cible. Le HMS Macedonian répond immédiatement par un tir qui endommage un espar de l’USS United State. La seconde bordée de Decatur détruit le mât d'artimon supérieur de la Macédonienne donnant ainsi l'avantage de manœuvre à la frégate américaine. L'USS United States manœuvre afin de se retrouver sur le tribord arrière du HMS Macedonian et continue à cribler de tir la frégate méthodiquement,.
À midi, le HMS Macedonian est entièrement démâté et lorsque l’USS United States s’approche pour tirer une autre bordée, Carden lève ses couleurs afin de se rendre. Plus d'une centaine de boulets sont logés dans la coque du navire britannique et ce dernier compte plus d'une centaine de victimes, un tiers de son équipage, alors que l'USS United States ne compte que douze morts. L'USS United States et sa prise arrivent à Newport, le 4 décembre, accueillis en héros. Le capitaine Decatur et son équipage reçoivent un éloge spécial du Congrès des États-Unis et du président James Madison.
Après réparation, l’USS United States quitte New York le 24 mai 1813, accompagné de l'USS Macedonian (ex HMS Macedonian) et du sloop USS Hornet. Le 1er juin, les trois navires se retrouvent bloqués à New London, par une puissante escadre britannique. L’USS United States et l'USS Macedonian y resteront jusqu'à la fin de la guerre. L'USS Hornet réussit à se glisser à travers le blocus le 14 novembre 1814 et à reprendre la mer. Stephen Decatur est transféré avec ses officiers et son équipage sur la frégate USS President au printemps 1814.

## Seconde guerre barbaresque
Peu après la déclaration de guerre à la Grande-Bretagne par les États-Unis en 1812, la régence d'Alger profite de la mobilisation des forces navales américaines contre la Royal Navy pour commencer à intercepter les navires marchands américains en Méditerranée. Le 2 mars 1815, à la demande du président James Madison, le Congrès des États-Unis déclare la guerre à la Régence. Deux escadres sont promptement préparées, une à Boston sous le commandement du commodore William Bainbridge, l’autre à New York sous le commandement du commodore Stephen Decatur,. L'USS United States est incorporée à l'escadre de Bainbridge, mais elle nécessite des préparatifs supplémentaires en raison de son immobilisation prolongée durant les derniers mois de la guerre anglo-américaine de 1812. Elle n'est donc pas en mesure de prendre la mer avec l'escadre lorsque celle-ci quitte Boston le 3 juillet 1815.
L’USS United States, sous le commandement du capitaine John Shaw (en), part pour la Méditerranée deux mois plus tard ; elle atteint Gibraltar le 25 septembre. Peu après John Shaw apprend que le commodore Decatur vient d'obtenir la signature d'un traité de paix avec Alger,. L'USS United States, qui fait maintenant partie d'un important rassemblement de navires américains, est choisie pour rester sur place avec l'USS Constellation, l'USS Erie et l'USS Ontario. Ils seront plus tard rejoints par le USS John Adams, l’USS Alert, et l'USS Hornet.
Le capitaine Shaw, en tant qu'officier le plus gradé devient commodore et assure le commandement de l'escadre jusqu'à l'arrivée du commodore Isaac Chauncey (en) le 1er juillet 1816. L’USS United States perd sa position de navire amiral temporaire et continue de servir en Méditerranée jusqu'à son voyage de retour au printemps 1819 qui la voit accoster à Hampton Roads le 18 mai. La frégate est ensuite désarmée le 9 juin 1819 et elle est placée en réserve à Norfolk.

## Service en temps de paix 1823-1849

### L'escadre du Pacifique

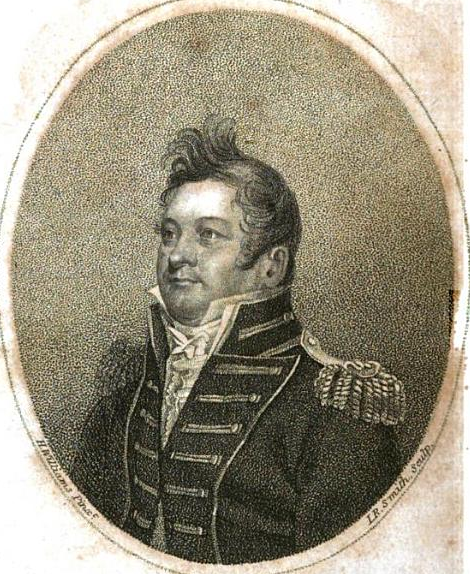
Isaac Hull (portrait,, 1814).

L’USS United States reprend son service en novembre 1823 sous le commandement du commodore Isaac Hull. Après son réarmement et les préparatifs de départ, elle prend la mer le 5 janvier 1824, afin de relever le commodore Charles Stewart dans le Pacifique, au large du Pérou. Il est chargé de surveiller le conflit qui oppose l'Espagne à ses colonies en cours d'émancipation et protéger le commerce américain dans la zone. Hull est accompagné de sa femme et de sa belle-sœur Jeanette Hart. Durant son trajet vers le Pacifique, la frégate fait un arrêt à Rio de Janeiro et a atteint Valparaiso au Chili le 7 mars. Ce dernier est désormais indépendant et reconnu par l'Espagne, cependant, les hostilités se poursuivent avec le Pérou. Callao, le port de Lima, est encore tenue par les Espagnols et sous le blocus de la flotte péruvienne. Les États-Unis veulent conserver leur neutralité dans cette guerre et les ordres de Hull lui interdisent d'intervenir ; il doit se contenter d'observer et de protéger les navires américains. L'USS United States se dirige vers Callao, qu'elle atteint le 4 avril. Hull relève alors le commodore Stewart qui prend le chemin des États-Unis à bord de l’USS Franklin. L’escadre dont Hull vient de prendre le commandement est composée des USS Vincennes, Peacock Dolphin,.
L’USS United States effectue ses patrouilles au large du Pérou sans incident. À l'automne de 1825, Hull nomme John Percival lieutenant et lui donne les commandes de l'USS Dolphin, le chargeant de capturer les mutins du baleinier américain Globe (en). Percival ne retrouve que deux des mutins, mais découvre une île inexplorée qu'il nomme Hull's Island ; elle fait en fait partie des îles Maria,. Percival continue en direction d’Hawaï où il provoque la colère des chefs tribaux et des missionnaires présents ; Hull nomme alors Thomas ap Catesby Jones à la tête de l’USS Peacock et l'envoie à Hawaï s’enquérir de cette affaire. Cependant, à son arrivée, Percival a déjà repris la mer ; la rotation de Hull arrivant à son terme, l'USS United States quitte Callao le 16 décembre 1826 et arrive au New York Navy Yard le 24 avril 1827.
La frégate entre au chantier de Philadelphia Navy Yard en 1828 pour y effectuer des réparations importantes ; elle y demeure jusqu'en 1830 avant d’y être placée en réserve. La frégate reste à New York jusqu'en 1832, date à laquelle elle est complètement modernisée. Le 3 juillet 1832, elle reprend la mer sous le commandement du capitaine J.B. Nicholson et rejoint l'escadre du commodore Patterson en Méditerranée. Sa mission dure jusqu’en 1834, après quoi elle rentre à New York qu’elle atteint le 11 décembre 1834. Elle effectue une autre rotation en Méditerranée de 1836 à 1838, sous les ordres du capitaine J. Wilkinson, puis de 1839 à 1840, elle intègre le Home Squadron sous les ordres du capitaine Lawrence Kearney.

### La prise de Monterey
L’USS United States entre en maintenance à Norfolk en 1841 avant d’être désigné navire amiral du Pacific Squadron commandé par le commodore Thomas ap Catesby Jones. Sous le commandement du capitaine James Armstrong, la frégate prend la mer le 9 janvier 1842 en direction du Cap Horn ; dans la nuit du 6 septembre 1842, alors qu'elle stationne à Callao, la frégate britannique HMS Dublin, navire amiral du contre-amiral Richard Darton Thomas, voyant la flotte américaine, prend immédiatement la mer. Cela suscite les soupçons du commodore Jones et, après avoir entendu que la guerre est sur le point d'être déclarée entre les États-Unis et le Mexique, il suspecte le Dublin de vouloir prendre possession de la Californie, une région sur laquelle l'Angleterre lorgne depuis longtemps. L’United States prend alors la route du nord en compagnie de l’USS Cyane et de l'USS Dale. L'escadre jette l'ancre dans la baie de Monterey le 19 octobre et exige une reddition mexicaine pour 9 h le lendemain matin ; la garnison mexicaine qui ne compte que cinquante-huit hommes dans un vieux fort choisit de ne pas résister. Cinquante marines Américains et une centaine de marins peuvent débarquer et capturer la ville de Monterey sans incident. Le lendemain, le capitaine américain se rend compte que les États-Unis et le Mexique sont encore en paix et il tente de s'amender ; les troupes mexicaines sont libérées et les Américains rembarquent et reprennent la mer.
En attendant de nouveaux ordres, Jones apprend que le capitaine britannique Lord George Paulet (en) a pris possession des îles hawaïennes (affaire Paulet (en)). Il prend alors la direction d’Hawaï où il arrive le 22 juillet peu après l’USS Constitution. L’amiral britannique Richard Darton Thomas arrive à son tour quelques jours plus tard et annonce que l’occupation britannique est levée et le gouvernement du royaume d'Hawaï restauré.

### Herman Melville

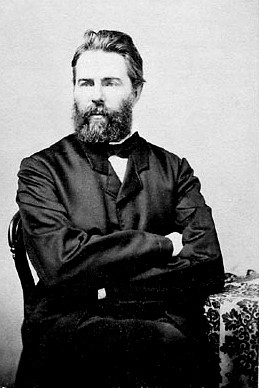
Herman Melville en 1860.

Herman Melville, futur auteur de Moby Dick alors âgé de 22 ans, s'engage fin décembre 1840, à New Bedford, dans le Massachusetts, sur le baleinier Acushnet. Après avoir passé le Cap Horn, l’Acushnet fait escale aux îles Marquises en juillet 1842, après un an et demi de campagne. Melville se pose quelque temps à terre et vit parmi la tribu Taïpi pendant quatre semaines, avant d'embarquer à bord d'un autre baleinier, qui le débarque à Tahiti, au motif d'indiscipline grave. Melville réussit cependant à rembarquer sur un troisième baleinier, qu'il quitte, lui aussi, cette fois à Honolulu. Il y vivote pendant quatre mois, travaillant comme commis et s'attirant la vindicte des missionnaires locaux. Le 17 août 1843, il s'engage alors comme simple matelot à bord de l'USS United States qui est arrivé à Hawaï en juillet, dans le but de revenir à Boston. Dans son roman Vareuse-Blanche (White Jacket), publié en 1850, Melville décrit, entre fiction et réalité, les mésaventures d'un « dude » (un bleu) à bord d'un navire de guerre de l’US Navy. Sans doute, le caractère indiscipliné de Melville ne s'accommode-t-il pas de la discipline brutale qui règne alors à bord : la description des rituels quotidiens, des brimades et punitions corporelles (en particulier le fouet), sous un « captain Claret » inflexible et souvent en état d'ébriété sur sa dunette, est amère. Il est de manière générale très critique avec les us et coutumes de la marine américaine.
L'USS United States quitte Honolulu pour les îles Marquises, puis Valparaíso, au Chili, avant de relâcher dix semaines à Callao, au Pérou. Pourtant, l'équipage n'est pas autorisé à débarquer en raison de la présence du commodore Thomas ap Catesby Jones à bord de la frégate Constellation ; en effet, ce dernier, dans le cadre de cérémonies officielles, inspecte tous les navires sous son commandement. L’ennui à bord est trompé par une course entre les navires USS United States, USS Constellation et HMS Vindictive facilement remportée par l’United States. La frégate s’arrête ensuite à Rio de Janeiro pour se réapprovisionner. Lors de son départ le 24 août pour Boston, elle gagne une course avec le sloop français Coquette. La frégate est de retour à Boston le 2 octobre 1844, et Melville, qui n'est sans doute pour les marins de l'Old Wagon qu'un tropical tramp (un clochard des tropiques) invétéré, est alors démobilisé, comme il le dît lui-même dans l'introduction de Vareuse-Blanche.
Sous le commandement du capitaine J. Smoot, l’United States repart en 1846 pour une campagne de chasse aux navires négriers dans l'Atlantique au sein de l'Africa Squadron alors commandé par George C. Read (en). En 1847 elle intègre le Mediterranean Squadron pour une rotation de deux ans. Le 24 février 1849, le « Old Wagon » est finalement réformé après 52 ans de bons et loyaux services, et laissé à quai à l'arsenal de Norfolk, en Virginie.

## Guerre de Sécession et démolition

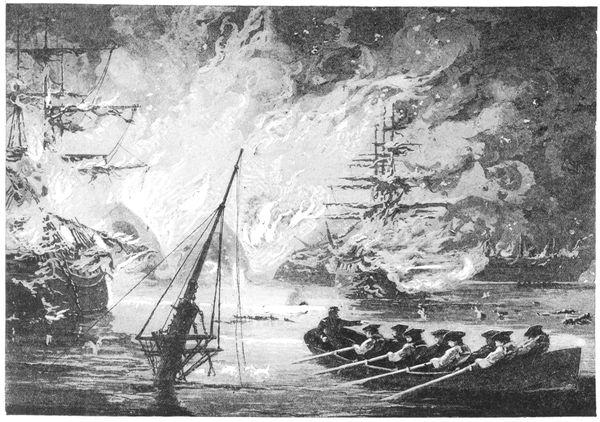
L'incendie du Norfolk Navy Yard par les troupes de l'Union., le 20 avril 1861 (par, 1896).

La frégate est laissée à son sort à l'arsenal de Norfolk jusqu'au 20 avril 1861, quand les Nordistes, avant d'abandonner la ville aux Confédérés, mettent le feu à l'arsenal et aux navires. Cependant, ils ne prennent pas la peine d’incendier le vieux navire United States qui leur paraît hors d'usage. Pourtant, les Confédérés, qui ont un besoin pressant de navires, quel que soit leur état, pompent l'eau qui l'a envahi, et le 29 avril 1861 saluent la mise en fonction de leur frégate nouvellement baptisée CSS United States (en réalité, elle est le plus souvent nommée Confederate States). Le 15 juin 1861, le CSS United States reçoit son affectation : elle sera un « receiving ship», un simple ponton en ancrage, mais pouvant être remorqué et armé de 19 canons en batterie afin de défendre la baie de Norfolk.
Mais en avril 1862, ordre est donné de la saborder dans l'Elizabeth River afin de former un obstacle à la progression des bateaux nordistes ; cependant, le bois de la coque de la frégate construite soixante-cinq ans auparavant s'avère si dur que les haches ne suffisent pas et il faut forer la coque. La frégate se remplit alors, et se pose sur le fond boueux de la rivière.
Pendant ce temps, le front se modifie : le fleuron de la marine confédérée, le cuirassé à coque en fer CSS Virginia, est détruit le 11 mai 1862 et ce même mois, le maire sudiste William Lamb rend la ville de Norfolk au général de l'Union John E. Wool. Le Norfolk Naval Shipyard, à nouveau contrôlé par l’Union, l’USS United States est renflouée et remorquée jusqu’au port. Elle y stationne jusqu'en mars 1864, lorsque le Bureau of Construction and Repair décide de la démonter et de vendre son bois. L'exécution de l'ordre n'a lieu que le 18 décembre 1865, mettant ainsi un terme à l'existence d'un navire qui a marqué l'histoire de l'United States Navy.